# 県主村
県主村（あがたぬしそん）は、岡山県後月郡にあった村。現在の井原市西方町・門田町にあたる。

## 地理
小田川の右岸南方に位置していた。

## 歴史
- 1889年（明治22年）6月1日、町村制の施行により、後月郡西方村、門田村が合併して村制施行し、県主村が発足[1][2]。旧村名を継承した西方、門田の2大字を編成[2]。
- 1953年（昭和28年）4月1日、後月郡井原町・西江原町・高屋町・荏原村・木之子村・青野村・山野上村、小田郡大江村・稲倉村と合併して、市制施行し井原市を新設して廃止された[1][2]。合併後、井原市西方町・門田町となる。

### 地名の由来
古代の県主郷、中世の県主保にちなむ。

## 産業
- 農業、藺草、葉煙草、除虫菊、薄荷[2]